# Kali asenit
Kali asenit là một hợp chất vô cơ có thành phần chính gồm ba nguyên tố thành phần: kali, asen và oxy, với công thức hóa học được quy định là KAsO2. Hợp chất này tồn tại dưới hai dạng chính, kali metasenit (KAsO2) và kali orthoasenit (K3AsO3).
Hợp chất này bao gồm gồm ion asenit (AsO33- hoặc AsO2-) trong đó nguyên tố asen luôn tồn tại ở trạng thái oxy hóa là +3, và kali tồn tại ở trạng thái oxy hóa là +1.

## Ứng dụng
Giống như nhiều các hợp chất có chứa nguyên tố asen khác, kali asenit là một hợp chất có độc tính cao, tiềm ẩn nguy cơ gây ung thư cho người. Kali asenit là hợp chất tạo thành nền tảng của giải pháp của Fowler, vốn được sử dụng như một loại thuốc bổ, nhưng do tính chất độc hại của nó nên giải pháp này bị chấm dứt thực hiện. Tuy có tính chất độc hại, kali asenit vẫn có ứng dụng nhất định, nó được sử dụng làm thuốc diệt chuột.

## Điều chế
Kali asenit dạng lỏng, thường được gọi là dung dịch Fowler, có thể được điều chế bằng cách đốt nóng asen trioxit (As2O3) với kali hydroxide (KOH) có mặt của nước. Phản ứng trên được miêu tả qua phương trình sau đây:
As2O3 (lỏng) + 2 KOH (lỏng) → 2 KAsO2 (lỏng) + H2O